# أوليفيا لوكاردي
أوليفيا لوكاردي (ولدت في 17 مايو 1989)  هي ممثلة ومنتجة أمريكية. اشتهرت بدور أليس وودز في سلسلة الساي فاي المرعبة قناة صفر: كتلة الجزار وبدور يارا ديفيس في فيلم الإثارة الخارق للطبيعة هو يتبع.
تشمل الأدوار البارزة الأخرى للوكاردي فيلم الإثارة الأمريكي وحش المال، والفيلم الدرامي الكوميدي المستقل Person to Person ، والمسلسل الدرامي الكوميدي لـ نتفليكس البرتقالي هو الأسود الجديد، ومسلسل إتش بي أو الدرامي الديوس.

## فيلموغرافيا

### أفلام
| سنة        | عنوان                 | وظيفة      | ملاحظات              |
| ---------- | --------------------- | ---------- | -------------------- |
| 2009       | نزيف                  | 6 فتيات    | فيلم قصير            |
| 2011       | بحار القمر الفيلم     | لونا       | دور صوتي فيلم قصير   |
| 2014       | يتبع                  | يارا ديفيس |                      |
| 2014       | إعادة الكتابة         | كلوي       |                      |
| 2014       | مثل الأحد ، مثل المطر | شيلي       |                      |
| 2016       | سيدة مثل              | لوس        |                      |
| 2016       | الوحش المال           | ارلين      |                      |
| 2017       | شخص لشخص              | ميلاني     |                      |
| 2017       | وحشية                 | جول        |                      |
| 2017       | أيرونوود              | ميكا       |                      |
| 2017       | 1٪ أكثر رطوبة         | ماي        |                      |
| 2018       | بعد كل شيء            | جانيل      |                      |
| 2018       | فقدان المسار          | بري موريس  | فيلم قصير أيضا منتج  |
| 2019       | الآباء في حالة سكر    | جيسي       |                      |
| 2019       | اقتل الصديق           | فيولا      | فيلم قصير            |
| 2019       | مشكلة الكنز           | حواء       |                      |
| 2019       | نعال الماس            | ليف        |                      |
| 2019       | اذهب / لا تذهب        | ك          | أيضا منتج            |
| 2020       | Viena و Fantomes      | ريبيكا     |                      |
| يُعلن لاحقًا | اللصوص من العالم      | ساندي      | مرحلة ما بعد الإنتاج |

### التلفاز
| سنة       | عنوان                     | وظيفة             | ملاحظات                                                            |
| --------- | ------------------------- | ----------------- | ------------------------------------------------------------------ |
| 2013      | الفتيات                   | فتاة جزيرة ستاتين | الحلقة: "الأولاد"                                                  |
| 2013      | سر حياة الأزواج والزوجات  | الهند             | فيلم تلفزيوني                                                      |
| 2014-2017 | البرتقال هو الأسود الجديد | جينيفر ديجوري     | دور الضيف (الموسم 2) ، الدور المتكرر (المواسم 4-5) ؛ 17 حلقة       |
| 2015      | بيت من ورق                | مرافقة            | الحلقة: "الفصل 27"                                                 |
| 2015      | عرض جيم جافيجان           | دني               | الحلقة: "Go Shorty ، It's Your Birthday"                           |
| 2017-2019 | الشيطان                   | ميليسا            | الدور المتكرر (المواسم 1 و 2) ، الدور الرئيسي (الموسم 3) ؛ 22 حلقة |
| 2018      | رسم                       | كيلسي             | فيلم تلفزيوني                                                      |
| 2018      | القناة صفر: جزار بلوك     | أليس وودز         | دور أساسي؛ 6 حلقات                                                 |
| 2018      | النوع الجريء              | جينا              | الحلقة: "بيتسي"                                                    |

## روابط خارجية
- أوليفيا لوكاردي في قاعدة بيانات الأفلام على الإنترنت